# Gerard Marszałek
Gerard Marszałek (ur. 13 kwietnia 1963 w Żywcu) – polski piłkarz, występujący na pozycji bramkarza.

## Życiorys
Był juniorem KS Wisła. Na początku seniorskiej kariery reprezentował BKS Stal Bielsko-Biała. W 1984 roku przeszedł do Górnika Wałbrzych. W barwach Górnika w I lidze zadebiutował w sezonie 1985/1986, rozgrywając wówczas pięć spotkań. W trakcie sezonu stracił funkcję podstawowego bramkarza na rzecz Marka Grzywacza. Podstawowym golkiperem Górnika ponownie został w sezonie 1987/1988. W 1989 roku opuścił wałbrzyski klub. Ogółem rozegrał w jego barwach 50 spotkań w I lidze. W sezonie 1989/1990 grał w II lidze w barwach GKS Jastrzębie. Rozegrał wówczas 28 meczów ligowych. W sezonie 2013/2014 był zawodnikiem Sokoła Zabrzeg, występującego wówczas w klasie A.

## Statystyki ligowe
| Sezon         | Klub             | Liga    | Mecze | Gole |
| ------------- | ---------------- | ------- | ----- | ---- |
| 1983/1984 (w) | Górnik Wałbrzych | I liga  | 0     | 0    |
| 1984/1985     | Górnik Wałbrzych | I liga  | 0     | 0    |
| 1985/1986     | Górnik Wałbrzych | I liga  | 5     | 0    |
| 1986/1987     | Górnik Wałbrzych | I liga  | 8     | 0    |
| 1987/1988     | Górnik Wałbrzych | I liga  | 22    | 0    |
| 1988/1989     | Górnik Wałbrzych | I liga  | 15    | 0    |
| 1989/1990     | GKS Jastrzębie   | II liga | 28    | 0    |